# Verwaltungsgemeinschaft Berka/Werra

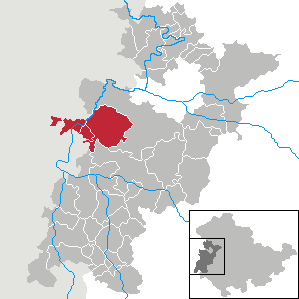
Lage der ehemaligen Verwaltungsgemeinschaft im Wartburgkreis

In der Verwaltungsgemeinschaft Berka/Werra aus dem thüringischen Wartburgkreis hatten sich die Stadt Berka/Werra und drei Gemeinden zur Erledigung ihrer Verwaltungsgeschäfte zusammengeschlossen. Sitz der Verwaltungsgemeinschaft war Berka/Werra, letzter Vorsitzender Lutz Börner.

## Gemeinden
1. Berka/Werra, Stadt
2. Dankmarshausen
3. Dippach
4. Großensee

## Geschichte
Die Verwaltungsgemeinschaft wurde am 8. März 1994 auf der Grundlage der Thüringer Verordnung über die Bildung der Verwaltungsgemeinschaft „Berka/Werra“ vom 25. Januar 1994 gegründet.
Zum 1. Januar 2019 wurde die Verwaltungsgemeinschaft im Rahmen des zweiten Gemeindeneugliederungsgesetzes der Gebietsreform in Thüringen in die Stadt Werra-Suhl-Tal umgewandelt.

### Einwohnerentwicklung
Entwicklung der Einwohnerzahl:
| - 1994 – 7325 - 1995 – 7862 - 1996 – 7807 - 1997 – 7747 - 1998 – 7765 - 1999 – 7762 | - 2000 – 7672 - 2001 – 7553 - 2002 – 7504 - 2003 – 7333 - 2004 – 7166 - 2005 – 7333 | - 2006 – 7166 - 2007 – 7027 - 2008 – 6921 - 2009 – 6811 - 2010 – 6735 - 2011 – 6658 | - 2012 – 6655 - 2013 – 6577 - 2014 – 6546 - 2015 – 6536 - 2016 – 6532 - 2017 – 6464 |

 Datenquelle: ab 1994 Thüringer Landesamt für Statistik – Werte vom 31. Dezember